# Juan Bautista Ceballos
Juan Bautista Ceballos född 13 maj, 1811, Durango, Durango i Mexiko och död 7 februari, 1859, Paris, Frankrike var mexikansk jurist och landets president 33 dagar 1853.